# شربورن
longitudeشربورنlatitudeشربورن
شربورن (به انگلیسی: Sherborne) یک شهرک در انگلستان است که در جنوب غربی انگلستان واقع شده‌است.

## خصوصیات
شربورن ۹٬۵۲۳ نفر جمعیت دارد.